# Нуева Германія
Нуева Германія (ісп. Nueva Germania, нім. Neugermanien, в перекладі — Нова Німеччина) — район департаменту Сан-Педро в Парагваї. Він був заснований як німецьке поселення 23 серпня 1887 року Бернхардом Фьорстером, німецьким націоналістом, який був одружений з Елізабет Фьорстер-Ніцше, сестрою німецького філософа Фрідріха Ніцше. Ідея Фьорстера полягала в тому, щоб створити зразкову спільноту в Новому Світі та продемонструвати перевагу німецької культури та суспільства. Фьорстер покінчив життя самогубством після початкового провалу врегулювання.
Він розташований приблизно за 297 кілометрів від Асунсьона, столиці Республіки Парагвай.

## Економіка

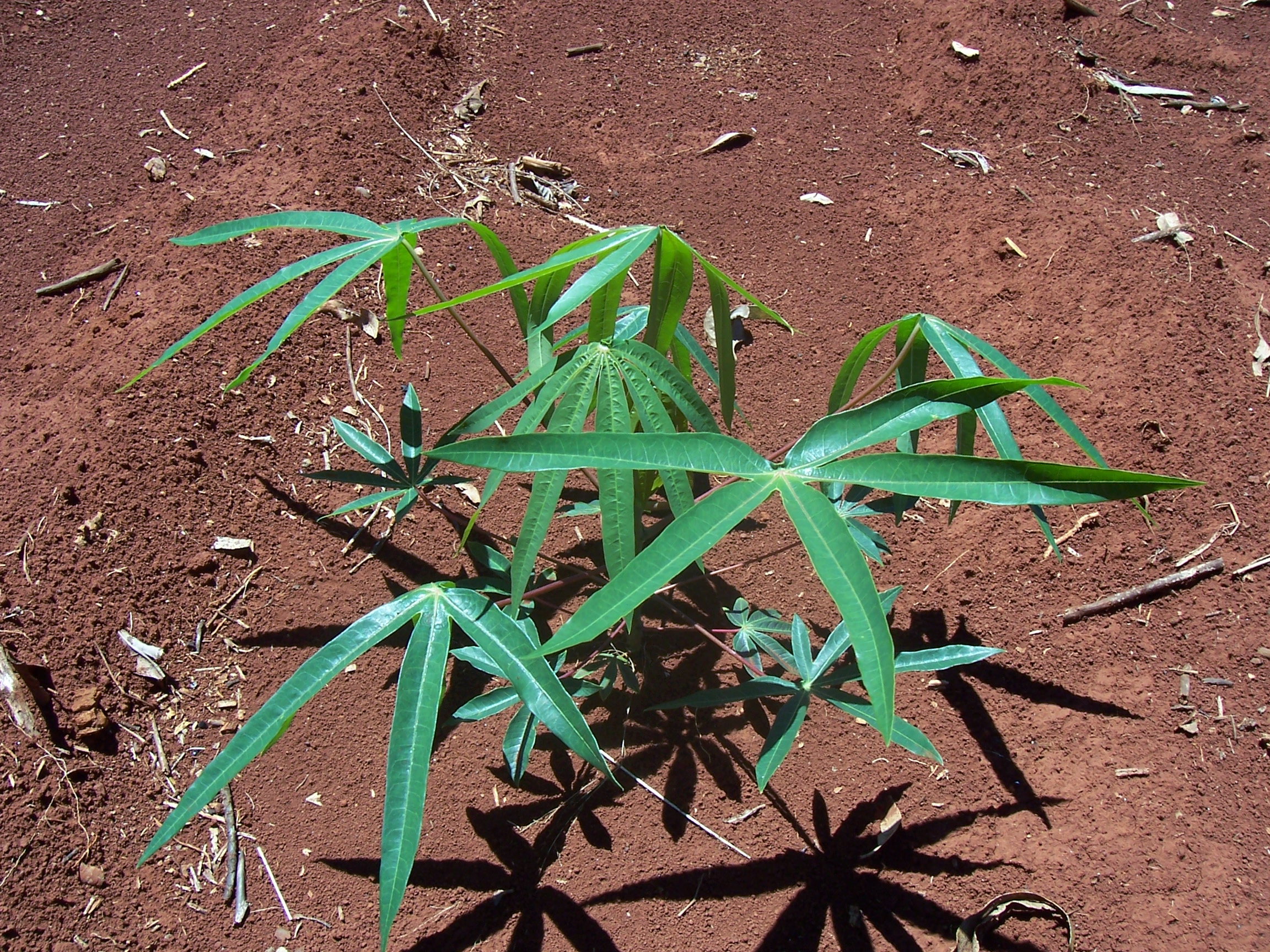
Рослина маніоку

Одним з найважливіших продуктів району є Падуб парагвайський, поряд із цукровою тростиною, бавовною, маніокою, тютюном, соняшником, соєю, пшеницею, бананом, кисло-солодким апельсином, парагвайською лимонною вербеною та кунжутом.

## Клімат
Клімат тропічний, з рясними дощами, максимальна температура близько 35 °C, мінімум 10 °C і в середньому 23 °C, з вологістю 80 %. Кількість опадів перевищує 1300 міліметрів, особливо влітку.

## Населення

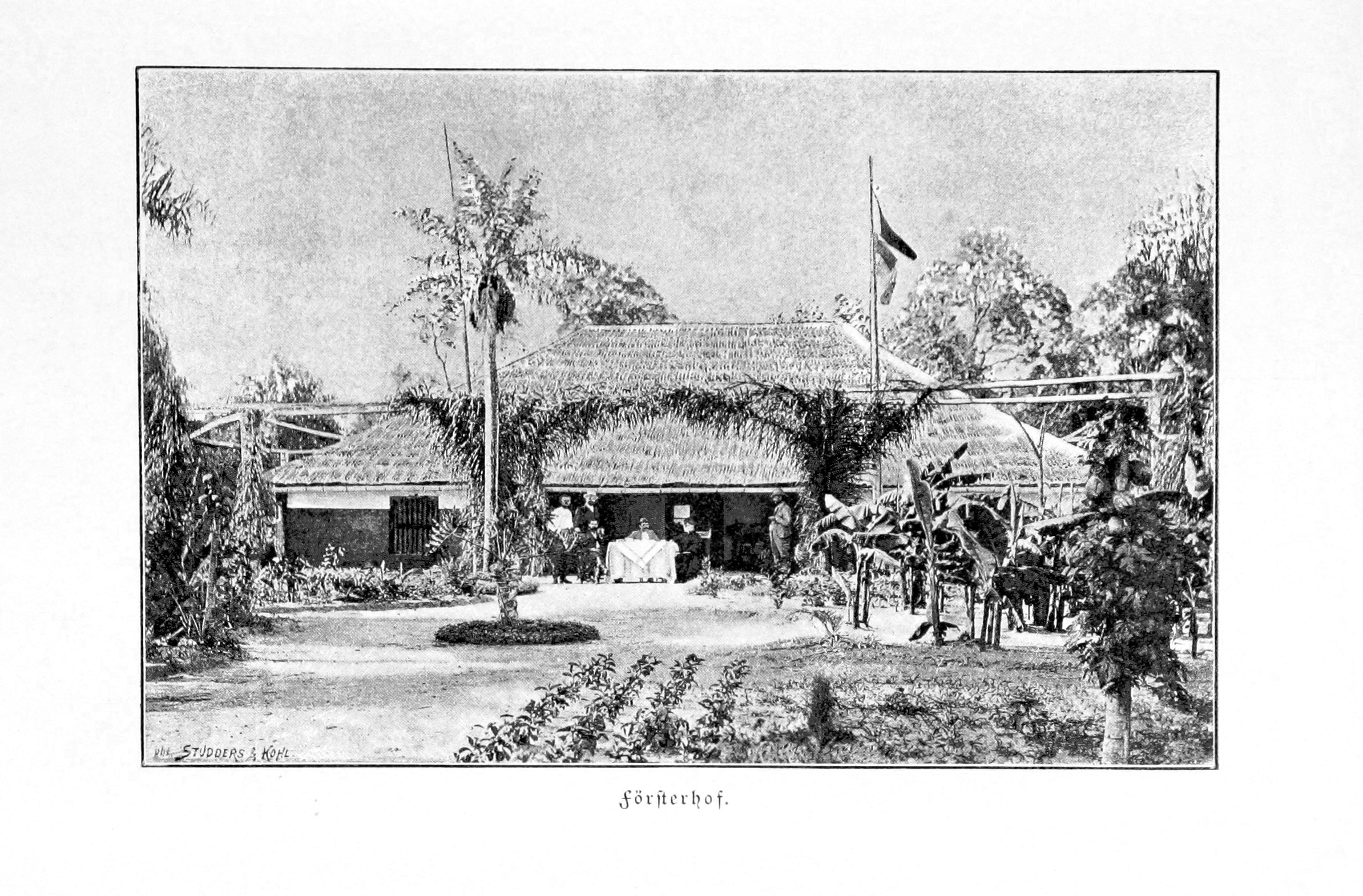
Нуева Германія у 1891

Головне управління статистики, опитувань та перепису населення повідомляє наступне:
- У 1992 році в районі проживало 17 148 жителів, більшість з яких проживали в містечку Санта-Роса-дель-Агуарай. У 2002 році Санта-Роса-дель-Агуарай став окремим муніципалітетом. Таким чином, округ Нуева Германія втратив більшу частину свого населення і території.
- Населення переважно сільське і зайняте в сільськогосподарській діяльності.
- Прогнозована чиста чисельність населення за статтю на 2002 рік становила 4335 жителів (2323 чоловіки та 2012 жінок).

Станом на 2002 рік близько 10 % жителів Нуева-Германії були переважно німецького походження. Серед сучасного населення американський диригент Девід Вудард.